# Jane’s Information Group
Jane’s Information Group («Информационная группа Джейна») часто сокращаемая как Jane’s — британское издательство, специализирующееся на военной, а также транспортной тематике. Было основано Ф. Т. Джейном, начавшим свою карьеру в этой области в качестве энтузиаста и постепенно пришедшим к публикации в 1898 году справочника All the World’s Fighting Ships («все боевые корабли мира»), издающегося с тех пор регулярно. Со временем основанная Джейном компания росла и постепенно область её публикаций охватила все сферы военной деятельности. Периодические справочники и новостные издания Jane’s Information Group одни из самых известных и считаются  наиболее авторитетными среди изданий военной тематики, базирующихся на информации из открытых источников. За свою историю Jane’s Information Group сменила ряд владельцев, и на 2008 год текущим владельцем является IHS Inc. Издательство базируется в Лондоне.

## Издания

### Ежегодные справочники
- Jane's Aircraft Recognition Guide
- Jane's Fighting Ships
- Jane's World Railways
- Jane's All the World's Aircraft
- Jane's Vintage Aircraft Recognition Guide
- Jane's Guns Recognition Guide
- Jane's Defence Industry News
- Jane's Infantry Weapons

### Периодическая печать
- Jane's Defence Weekly
- Jane's International Defence Review
- Jane's Navy International
- Jane's Intelligence Review
- Jane's Intelligence Digest
- Jane's Airport Review